# Жугино (Сафоновский район)
Жугино — деревня в Смоленской области России, в Сафоновском районе. Население — 13 жителей (2007 год). Расположена в центральной части области в 7 км к востоку от города Сафонова, в 3 км южнее автодороги М1 «Беларусь». Севернее деревни железнодорожная станция Дурово на линии Москва — Минск. Входит в состав Дуровского сельского поселения.

## История
В годы Великой Отечественной войны деревня была оккупирована гитлеровскими войсками в сентябре 1941 года, освобождена в 1943 году.